# Женап
Жена́п (фр. Genappe, валлон. Djinape / Djnape, нидерл. Genepiën) — коммуна в Валлонии, расположенная в провинции Валлонский Брабант, округ Нивель. Принадлежит Французскому языковому сообществу Бельгии. На площади 89,57 км² проживают 14 136 человек (плотность населения — 158 чел./км²), из которых 49,11 % — мужчины и 50,89 % — женщины. Средний годовой доход на душу населения в 2003 году составлял 13 986 евро.
Почтовый код: 1470—1474, 1476. Телефонный код: 067.

## Известные уроженцы
- Люсьен Леопольд Жотран (1804—1877) — бельгийский политический деятель.